# Schizocosa rubiginea
Schizocosa rubiginea là một loài nhện trong họ Lycosidae.
Loài này thuộc chi Schizocosa. Schizocosa rubiginea được Octavius Pickard-Cambridge miêu tả năm 1885.